# Schweizer Meisterschaften im Biathlon 2011
Die Schweizer Meisterschaften im Biathlon 2011 fanden am 26. und 27. März 2011 in Realp statt. Sowohl für Männer als auch für Frauen wurden Wettkämpfe im Sprint und im Massenstart ausgetragen. Bei den Frauen und Juniorinnen wurden offiziell keine Titel vergeben, weil zu wenig Athletinnen an den Start gingen.
Matthias Simmen und Thomas Frei beendeten ihre Karrieren nach den Titelkämpfen. Für Simmen war der Erfolg im Massenstart der insgesamt zehnte nationale Titel.

## Männer

### Sprint 10 km
| Platz | Starter                | Verein                     | Zeit    | Schießfehler |
| ----- | ---------------------- | -------------------------- | ------- | ------------ |
| 1     | Ivan Joller            | SC Bannalp-Wolfenschiessen | 26:08,3 | 1+1          |
| 2     | Matthias Simmen        | SC Gardes-Frontière        | 26:35,1 | 1+2          |
| 3     | Claudio Böckli         | SC am Bachtel              | 26:35,3 | 1+2          |
| 4     | Christian Stebler      | SC Bannalp-Wolfenschiessen | 26:40,5 | 1+2          |
| 5     | Benjamin Weger         | SC Obergoms                | 27:09,8 | 2+1          |
| 6     | Thomas Frei            | SC Davos                   | 28:08,3 | 3+1          |
| 7     | Florian Rüegg          | SC am Bachtel              | 28:49,1 | 1+0          |
| 8     | Bruno Joller           | SC Bannalp-Wolfenschiessen | 31:46,9 | 5+5          |
| 9     | Alexander Condrau      | SC Disentis                | 32:04,1 | 1+3          |
| 10    | Samuel Vontobel        | SC am Bachtel              | 35:03,7 | 1+2          |
| 11    | Lothar Mock            | SSC Toggenburg             | 38:51,2 | 4+3          |
| 12    | Thomas Arregger        | SSC Toggenburg             | 44:48,3 | 2+2          |
| 13    | Christopher Tattersall | SSC Toggenburg             | 53:02,2 | 3+3          |

Datum: 26. März 2011
Nicht am Start waren Daniel Hablützel (Birr) und Simon Hallenbarter (SC Obergoms).

#### Junioren Top 3 (1990/1991)
| Platz | Starter          | Verein        | Zeit    | Schießfehler |
| ----- | ---------------- | ------------- | ------- | ------------ |
| 1     | Gaspard Cuenot   | SC La Brévine | 26:48,6 | 0+2          |
| 2     | Mario Dolder     | SSC Riehen    | 27:34,9 | 3+1          |
| 3     | Sébastien Testuz | SC Bex        | 28:34,8 | 0+2          |

#### Jugend Top 3 (1992 und jünger)
| Platz | Starter      | Verein                | Zeit    | Schießfehler |
| ----- | ------------ | --------------------- | ------- | ------------ |
| 1     | Jules Cuenot | SC La Brévine         | 20:35,3 | 0+2          |
| 2     | Kevin Russi  | SC Gotthard Andermatt | 21:41,7 | 1+1          |
| 3     | Romano Russi | SC Gotthard Andermatt | 22:15,6 | 0+1          |

### Massenstart 15 km
| Platz | Starter           | Verein                     | Zeit      | Schießfehler |
| ----- | ----------------- | -------------------------- | --------- | ------------ |
| 1     | Matthias Simmen   | SC Gardes-Frontière        | 50:44,8   | 3+3+1+2      |
| 2     | Ivan Joller       | SC Bannalp-Wolfenschiessen | 51:22,5   | 2+2+2+1      |
| 3     | Thomas Frei       | SC Davos                   | 51:28,7   | 0+2+1+1      |
| 4     | Christian Stebler | SC Bannalp-Wolfenschiessen | 52:10,3   | 3+1+4+5      |
| 5     | Claudio Böckli    | SC am Bachtel              | 52:37,8   | 3+1+2+4      |
| 6     | Benjamin Weger    | SC Obergoms                | 55:00,3   | 2+4+1+5      |
| 7     | Florian Rüegg     | SC am Bachtel              | 55:15,6   | 1+0+4+0      |
| 8     | Alexander Condrau | SC Disentis                | 57:05,9   | 0+0+1+0      |
| 9     | Bruno Joller      | SC Bannalp-Wolfenschiessen | 58:38,0   | 4+4+3+4      |
| 10    | Samuel Vontobel   | SC am Bachtel              | 1:14:18,9 | 1+2+4+2      |

Datum: 27. März 2011
Nicht am Start war Christoph Tattersall (SSC Toggenburg). Aufgeben mussten Lothar Mock und Thomas Arregger (beide SSC Toggenburg).

#### Junioren Top 3 (1990/1991)
| Platz | Starter          | Verein        | Zeit    | Schießfehler |
| ----- | ---------------- | ------------- | ------- | ------------ |
| 1     | Mario Dolder     | SSC Riehen    | 39:41,7 | 1+3+2+0      |
| 2     | Serafin Wiestner | SC Trin       | 40:23,7 | 2+1+1+1      |
| 3     | Gaspard Cuenot   | SC La Brévine | 41:58,9 | 1+3+3+2      |

Mario Dolder gewann den RWS Swiss-Cup 2010/2011 mit 148 Punkten vor Gaspard Cuenot (142 Punkte) und Lukas Meier (SSC Riehen, 128 Punkte).

#### Jugend Top 3 (1992 und jünger)
| Platz | Starter      | Verein                | Zeit    | Schießfehler |
| ----- | ------------ | --------------------- | ------- | ------------ |
| 1     | Jules Cuenot | SC La Brévine         | 31:32,5 | 1+2+1+2      |
| 2     | Pascal Wolf  | SC Schwendi-Langis    | 31:39,3 | 0+0+1+1      |
| 3     | Romano Russi | SC Gotthard Andermatt | 31:47,8 | 2+0+1+0      |

Jules Cuenot gewann den RWS Swiss-Cup 2010/2011 mit 146 Punkten vor Kevin Russi (144 Punkte) und Pascal Wolf (138 Punkte).

## Frauen

### Sprint 7,5 km
| Platz | Starter         | Verein              | Zeit    | Schießfehler |
| ----- | --------------- | ------------------- | ------- | ------------ |
| 1     | Selina Gasparin | SC Gardes-Frontière | 22:04,5 | 0+2          |

Datum: 26. März 2011

#### Juniorinnen Top 3 (1990/1991)
| Platz | Starter             | Verein                | Zeit    | Schießfehler |
| ----- | ------------------- | --------------------- | ------- | ------------ |
| 1     | Irene Cadurisch     | SC Maloja             | 23:44,0 | 1+0          |
| 2     | Elisa Gasparin      | SC Bernina Pontresina | 24:20,9 | 0+2          |
| 3     | Stephanie Schnydrig | SC Obergoms           | 24:28,7 | 1+1          |

#### Jugend Top 3 (1992 und jünger)
| Platz | Starter       | Verein                | Zeit    | Schießfehler |
| ----- | ------------- | --------------------- | ------- | ------------ |
| 1     | Patricia Jost | SC Obergoms           | 20:27,1 | 0+1          |
| 2     | Tanja Bissig  | SC Gotthard Andermatt | 21:59,8 | 1+1          |
| 3     | Aita Gasparin | SC Bernina Pontresina | 22:31,4 | 1+2          |

### Massenstart 12,5 km
| Platz | Starter         | Verein              | Zeit    | Schießfehler |
| ----- | --------------- | ------------------- | ------- | ------------ |
| 1     | Selina Gasparin | SC Gardes-Frontière | 38:11,8 | 2+1+1+2      |

Datum: 27. März 2011

#### Juniorinnen Top 3 (1990/1991)
| Platz | Starter             | Verein                | Zeit    | Schießfehler |
| ----- | ------------------- | --------------------- | ------- | ------------ |
| 1     | Irene Cadurisch     | SC Maloja             | 39:29,4 | 0+0+1+1      |
| 2     | Elisa Gasparin      | SC Bernina Pontresina | 41:13,7 | 0+0+2+1      |
| 3     | Stephanie Schnydrig | SC Obergoms           | 42:25,6 | 3+1+2+1      |

Irene Cadurisch gewann den RWS Swiss-Cup 2010/2011 mit 150 Punkten vor Stephanie Schnydrig (136 Punkte) und Elisa Gasparin (114 Punkte).

#### Jugend Top 3 (1992 und jünger)
| Platz | Starter        | Verein                | Zeit    | Schießfehler |
| ----- | -------------- | --------------------- | ------- | ------------ |
| 1     | Patricia Jost  | SC Obergoms           | 32:04,6 | 0+0+2+1      |
| 2     | Aita Gasparin  | SC Bernina Pontresina | 34:17,3 | 0+1+1+2      |
| 3     | Flurina Volken | SC Obergoms           | 35:07,4 | 2+2+1+4      |

Patricia Jost gewann den RWS Swiss-Cup 2010/2011 mit 158 Punkten vor Ladina Meier-Ruge (136 Punkte) und Aita Gasparin (127 Punkte).